# Виклик (фільм)
«Виклик» або «Опір» (англ. Defiance) — військова драма, знята режисером Едвардом Цвіком. Події розгортаються під час Другої світової війни. Фільм заснований на реальних подіях, описаних у книзі Нехами Тек «Виклик: партизани Бєльські» («Defiance: The Bielski Partisans»).

## Сюжет
Після вторгнення німецьких військ у Білорусь влітку 1941-го і масових розправ над єврейським населенням брати Бєльські створили в Налібоцькій пущі єврейський партизанський загін, до якого долучилися ще більш ніж тисяча євреїв.
Старший із братів Тув'я приходить у будинок колабораціоністів, які вбили його батьків, — начальника поліції та двох його синів — і особисто розстрілює їх. Євреї, які тікають із гетто, приєднуються до братів. Тув'я стає командиром загону.
Загін фактично перетворюється на сімейний табір, і Зусь Бєльський, палаючий бажанням битися з німцями, йде до радянських партизанів разом з групою бійців.
Загін Бєльського живе, але добувати прожиток стає все складніше, особливо взимку. Люди вмирають від голоду і хвороб.
Навесні табір піддається атаці карателів, і загін іде через болото. У битві з німцями на допомогу загону приходить група Зуся Бєльського, що пішла від радянських партизанів у зв'язку з антисемітськими переслідуваннями заступника командира загону Громова і небажанням командира загону Панченко допомогти загону Тув'ї.
Загін Бєльського бився і жив до самого звільнення Білорусі влітку 1944-го. Так було врятовано понад 1200 євреїв.

## В ролях
- Деніел Крейг — Тув'я Бєльський
- Лев Шрайбер — Зусь (Зуш) Бєльський
- Джеймі Белл — Асаель Бєльський
- Джордж МакКей — Арон Бєльський
- Алекса Давалос — Лілка Тіктін
- Алан Кордунер[en] — Шимон Харец
- Марк Фоєрстін — Айзек Малбін
- Міа Васіковська — Чая
- Джоді Мей — Тамара
- Равіль Ісянов — Віктор Панченко, командир партизанського загону «Жовтень»

## Відгуки
Білоруський кінокритик Максим Жбанков, відзначаючи що кінофільм Цвіка не схожий на просочені ідеологією радянські та антирадянські зразки, написав:
 «Виклик» — не історична драма, не хроніки війни, не вогневий бойовик. І навіть не психологічний етюд. Це презентація «нового Джеймса Бонда» в незвичайному антуражі — на білому коні і з трофейним «Шмайсер» на шиї. […] Фільм непоправно простуватий. Він задуманий і реалізований як сентиментальний комікс. Немає болю і пристрасті. Ні людських драм. Є рольова гра на полях історії. Джеймс Бонд з талмудом…

Карен Баллард в Los Angeles Times відзначає, що
...образ єврея, відтворений Крейгом «Виклик» не знайомий західній публіці і разюче відрізняється від єврейських характерів, що представляються досі в американському та європейському кінематографі, на телебаченні та в інших засобах масової інформації.
Як пише Баллард, раніше образ єврея в кіно асоціювався або з беззахисними й безпорадними жертвами Голокосту, або з Вуді Алленом, який створив комічний образ метушливого невротичного городянина, непристосованого до життя в США. Едвард Цвік створює образ героя антифашистського опору, готовий боротися не тільки за самого себе і своїх близьких, але і за всіх євреїв.

## Збори
Бюджет фільму склав 32 млн $. З 31 грудня 2008 року в обмеженому прокаті і з 16 січня 2009 по 30 квітня 2009 — в широкому. У перші вихідні обмеженого прокату зібрав 123 513 $ (32-ге місце, 2 кінотеатри), широкого — 8 911 827 $ (8-ме місце, 1789 кінотеатрів). Найбільше число показів в 1793 кінотеатрах одноразово. За час прокату зібрав у світі 51 074 698 $ (90 місце за підсумками року), з них 28 644 813 $ в США (100 місце за підсумками року) і 22 429 885 $ у решті країн.

## Цікаві факти
- Фільм знімався на території Литви і в партизанській масовці знімалися студенти-білоруси з Європейського гуманітарного університету в Вільнюсі. Саме за їх наполяганням пісню «Чорний ворон», яку за сценарієм повинні були співати партизани, замінили на білоруську національну пісню «Купалінка»[4].
- У білоруського селянина, котрий рятував євреїв у фільмі і якого німці за це повісили, був реальний прототип — Костянтин Козловський. Насправді він прожив майже сто років.